# Episodi de La famiglia Brady (terza stagione)
La terza stagione della serie televisiva La famiglia Brady è stata trasmessa in anteprima negli Stati Uniti d'America dalla ABC tra il 17 settembre 1971 e il 10 marzo 1972.
| nº | Titolo originale                 | Titolo italiano | Prima TV USA      | Prima TV Italia |
| -- | -------------------------------- | --------------- | ----------------- | --------------- |
| 1  | Ghost Town, U.S.A.               |                 | 17 settembre 1971 |                 |
| 2  | Grand Canyon or Bust             |                 | 24 settembre 1971 |                 |
| 3  | The Brady Braves                 |                 | 1º ottobre 1971   |                 |
| 4  | The Wheeler-Dealer               |                 | 8 ottobre 1971    |                 |
| 5  | My Sister, Benedict Arnold       |                 | 15 ottobre 1971   |                 |
| 6  | The Personality Kid              |                 | 22 ottobre 1971   |                 |
| 7  | Juliet Is the Sun                |                 | 29 ottobre 1971   |                 |
| 8  | And Now, a Word from Our Sponsor |                 | 5 novembre 1971   |                 |
| 9  | The Private Ear                  |                 | 12 novembre 1971  |                 |
| 10 | Her Sister's Shadow              |                 | 19 novembre 1971  |                 |
| 11 | Click                            |                 | 26 novembre 1971  |                 |
| 12 | Getting Davy Jones               |                 | 10 dicembre 1971  |                 |
| 13 | The Not-So-Rose-Colored Glasses  |                 | 24 dicembre 1971  |                 |
| 14 | The Teeter-Totter Caper          |                 | 31 dicembre 1971  |                 |
| 15 | Big Little Man                   |                 | 7 gennaio 1972    |                 |
| 16 | Dough Re Mi                      |                 | 14 gennaio 1972   |                 |
| 17 | Jan's Aunt Jenny                 |                 | 21 gennaio 1972   |                 |
| 18 | The Big Bet                      |                 | 28 gennaio 1972   |                 |
| 19 | The Power of the Press           |                 | 4 febbraio 1972   |                 |
| 20 | Sergeant Emma                    |                 | 11 febbraio 1972  |                 |
| 21 | Cindy Brady, Lady                |                 | 18 febbraio 1972  |                 |
| 22 | My Fair Opponent                 |                 | 3 marzo 1972      |                 |
| 23 | The Fender Benders               |                 | 10 marzo 1972     |                 |